# Bonbon piment

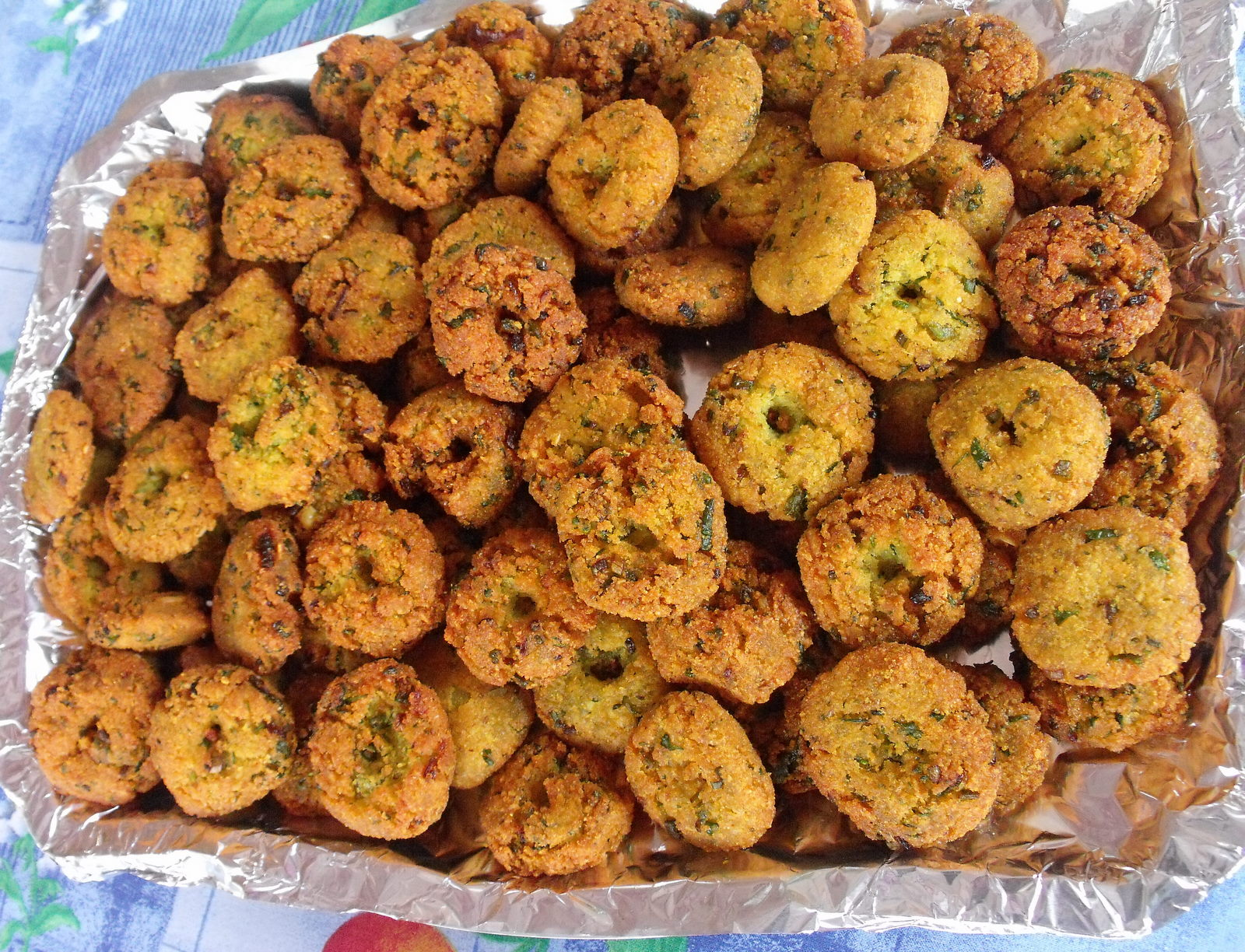
Surtido de bonbons piment.

El bonbon piment (/bɔ̃bɔ̃ pimɑ̃/, traducible como «caramelo picante» o «bombón enchilado») es una pequeña rosquilla o buñuelo salada y picante típica de la isla de La Reunión, dependencia de ultramar francesa, y de la vecina isla Mauricio, donde se le denomina gâteau piment («pastel picante»). Tiene un aspecto similar al falafel medioriental, aunque en vez de garbanzo, se elaboran con lentejas o habones y se adereza con chile, cilantro o perejil, cúrcuma, cebollín o cebolla verde, comino y jengibre. La variedad más común de chile en La Reunión es el piment oiseau («chile de ave» o chile martín, de la especie Capsicum frutescens). Tras mezclar la masa se le da forma de albóndiga pequeña (~4cm ø) ligeramente aplanada y se fríen en aceite vegetal. Se suelen servir calientes o tibios.
Fueron traídas por los zárabes, la comunidad indo-paquistaní de La Reunión, en el siglo XIX. Actualmente son populares en toda la isla, y al igual que la samosa y el bouchon, el bonbon piment se consume como aperitivo, solo o en bocadillo.